# IC 1809
IC 1809 ist eine Balken-Spiralgalaxie vom Hubble-Typ SBb im Sternbild Widder nördlich der Ekliptik. Sie ist schätzungsweise 408 Millionen Lichtjahre von der Milchstraße entfernt und hat einen Durchmesser von etwa 45.000 Lj.

Im selben Himmelsareal befinden sich u. a. die Galaxien IC 1802, IC 1804, IC 1806, IC 1807.
Die Typ-II-Supernova SN 1985R wurde hier beobachtet.
Das Objekt wurde am 16. Januar 1896 von Stéphane Javelle entdeckt.